# Quinto Fulvio Flaco (cónsul 179 a. C.)
Quinto Fulvio Flaco (en latín, Quintus Fulvius Q. f. M. n. Flaccus; m. 173 a. C.) fue un político y militar romano del siglo II a. C.

## Pretura y campaña en Hispania Citerior
Las primeras informaciones sobre su carrera le sitúan en el cargo de edil curul en 185 a. C. Como el pretor urbano de aquel año, Cayo Decimio, acababa de fallecer, se ofreció para ocupar su lugar sin éxito. No accedió a la magistratura de pretor hasta el año 182 a. C. y obtuvo la Hispania Citerior como provincia.
A su llegada a la provincia, expulsó a los habitantes de la ciudad de Urbicua —que Miguel Cortés y López situaba en el actual municipio de Checa, en la provincia de Guadalajara— que ocupó y derrotó a los celtíberos en una gran batalla en la que habrían muerto unos 23 000 celtíberos y 4000 habrían caído prisioneros. Después sometió la ciudad de Contrebia y derrotó en otra batalla a los celtiberos que en la mayor parte se sometieron a los romanos. 
El Senado decretó un agradecimiento público por sus victorias, pero al partir Fulvio Flaco hacia Italia con los soldados que más se habían distinguido en las grandes batallas que había ganado, los celtiberos, que probablemente pensaron que iba a llevar a cabo algún plan hostil contra ellos, lo atacaron en un estrecho desfiladero. A pesar de su posición de desventaja, de nuevo obtuvo una victoria completa, mérito principalmente debido a su caballería. Los celtíberos, después de haber perdido no menos de 17 000 de sus hombres, se dieron a la fuga. Fulvio Flaco prometió juegos en honor de Júpiter y la construcción de un templo a Fortuna Equestris.
Celebró sus victorias con un triunfo en 180 a. C. y fue elegido cónsul para el año 179 a. C. junto con su hermano Lucio Manlio Acidino Fulviano —que llevaba este nombre por haber sido adoptado por la familia de los Manlios Acidinos—. Los juegos en honor a Júpiter fueron instituidos por el Senado para celebrar las victorias, de acuerdo a la promesa hecha por el cónsul electo.

## Consulado y guerra contra los ligures
En su consulado hizo la guerra a los ligures a los que derrotó completamente y tomó su campamento. A su regreso a Roma, celebró un segundo triunfo en el mismo día en que un año antes había triunfado sobre los celtíberos. 

## Censura y sacrilegio
En 174 a. C. fue nombrado censor con Aulo Postumio Albino Lusco y en su cargo expulsó del Senado a su propio hermano Marco Fulvio Flaco. Ese mismo año, construyó el templo de Fortuna Equestris que había prometido por sus triunfos en Hispania. A tal fin, tomó la mitad del techo del templo de Juno Lacinia de Bruttium, a fin de utilizar las placas de mármol para formar el techo de su nueva estructura. Los brucios protestaron frente a este sacrilegio; cuando la noticia de cómo se habían obtenido los mármoles se supo en Roma, los cónsules lo llamaron al Senado para dar explicaciones. 
Su conducta fue censurada y los mármoles reenviados a su origen. Se hicieron sacrificios expiatorios a Juno. Como los brucios no tenían ningún arquitecto capacitado para restaurar las losas de mármol a su lugar, fueron depositadas en los alrededores del templo y allí se quedaron.
Después de su censura, Quinto Fulvio Flaco fue escogido miembro del colegio de pontífices. Empezó a mostrar síntomas de enajenación mental, que fue considerada por el pueblo como un justo castigo por el sacrilegio que había cometido contra el templo de Juno. Mientras estaba en esta condición, supo que de sus dos hijos, que estaban sirviendo en Iliria, uno había muerto y el otro estaba gravemente enfermo. Esto parece haber alterado su mente por completo. Se ahorcó en su propio dormitorio, en el año 173 a. C.
Se le atribuye la construcción de la Vía Fulvia, aunque este hecho es dudoso.